# Faysal bin Turki
Fayṣal bin Turkī (in arabo  السيد فيصل بن تركي‎?; Bombay, 4 giugno 1864 – Mascate, 15 ottobre 1913) è stato sultano di Mascate e Oman dal 1888 al 1913.

## Biografia
Faysal bin Turki nacque a Bombay il 4 giugno 1864 ed era il secondo figlio del sultano Taymur bin Faysal e di una dama suri.
Venne educato privatamente.
Prima dell'ascesa al trono fu governatore di Nizwa.
Il 4 giugno 1888, giorno della morte del padre, fu proclamato sultano. Gradualmente fondò la propria autorità sui territori dell'interno sui quali l'autorità dei sultani era andata gradualmente diminuendo negli ultimi anni di governo del padre, a favore dei vari capi tribù. La situazione indubbiamente favorì anche il colonialismo degli inglesi che dal 1891 si imposero come protettori dell'area.
Nel 1895 il sultano venne costretto a trovare rifugio al forte di Jalali dopo che Mascate venne presa dai ribelli che furono scacciati grazie all'intervento di alcune truppe francesi, intervenute con l'intento di far entrare l'Oman nella sfera commerciale africana francese. Dopo questo atto il sultano garantì ai francesi alcune facilitazioni commerciali per la loro flotta presso Bandar Jissah, non lontano da Mascate.
Determinati a evitare la crescita dell'influenza francese in quella che gli inglesi consideravano la loro sfera d'influenza, il Regno Unito presentò a Fayṣal bin Turkī un ultimatum nel 1899 ordinando al sultano di riportare il porto di Mascate sotto l'influenza britannica o la capitale stessa sarebbe stata bombardata, al che il sultano venne costretto ad accettare in definitiva il protettorato anglosassone ma, pubblicamente umiliato, la sua autorità ne uscì irreversibilmente danneggiata. Nel 1903 egli chiese a Lord George Nathaniel Curzon, viceré d'India, il permesso di abdicare, ma la sua richiesta venne rifiutata. Responsabile del capitale statale venne delegato Saʿīd ibn Muhammad Āl Saʿīd, mentre per gli affari interni venne predisposto l'ex schiavo Sulaymān ibn Suwaylim. Nel maggio del 1913 Salim ibn Rashid al-Harthi venne eletto imam a Tanuf e organizzò subito una rivolta contro il sultano, con l'appoggio di diverse tribù contrarie all'occupazione britannica: forze che ad ogni modo dovettero soccombere alle armate di Sua Maestà, che repressero nel sangue la rivolta.
Si sposò cinque volte ed ventiquattro figli, dodici maschi e dodici femmine.
Morì a Mascate il 15 ottobre 1913 e gli succedette il suo secondo figlio.